# Zabra

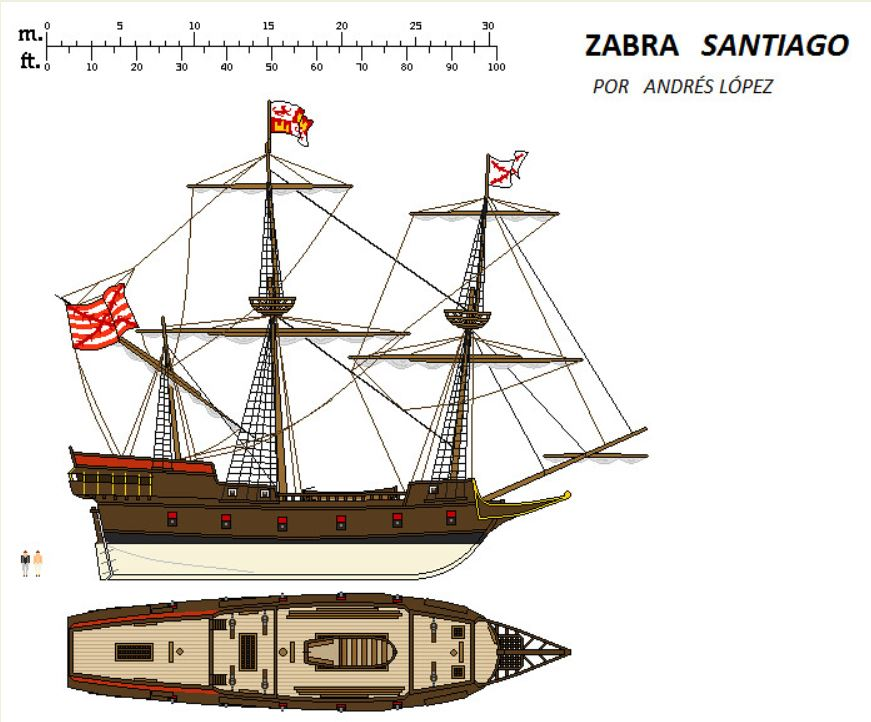
Vista de perfil y planta de Santiago, la zabra más grande de la Armada Española.

Una zabra era un barco de unas 200 tm, propulsado por velas, ideado para llevar mercancías por los océanos, como el Atlántico, y bien armado para defenderse de piratas o corsarios.
Las zabras realizaban la travesía entre América y España en 30 días o menos y podían transportar en sus bodegas unas 100 tm de carga. Estas dos características, rapidez y capacidad de carga, además de su armamento, los convertía en sustitutos ideales de las Flotas de Indias cuando no podían efectuar la travesía anual por falta de tiempo, peligro de ataques enemigos o alguna otra causa.
Se utilizaban para las necesidades de exploración, reconocimiento y aviso y también de guarda de las costas y áreas de recalada que fueran de interés de la Corona de Castilla y su Imperio ultramarino. Son buques mancos, navegan y maniobran a vela. Podían ser armadas tanto para mercancía como para guerra. Aunque pensadas para el Cantábrico también se utilizaron en el Mediterráneo (campaña de Nápoles 1495, 1500) o en 1534 contra Barbarroja.

## Características
- Arqueo: entre 80 y 170 toneladas
- Casco alargado y raso, tenía un marcado arrufo y, su pantoque un acusado recogimiento que hace que la manga sea en cubierta mucho más reducida que en flotación
- Líneas afinadas y aparejo muy velero.
- Aparejan:
  - cebadera en el bauprés
  - en el trinquete, velas de trinquete y de borriquete o velacho
  - en el mayor, velas de mayor y de gavia
  - vela latina en el mesana
- Eran muy aptas para el correo y misiones de reconocimiento y exploración
- La dotación no excedía, de los 60 hombres y su artillado de las 10 piezas

Van evolucionando bajo la influencia del galeón, se hace más sólida, retira su castillo, dejando a proa un beque, cubre con garitas los costados, fortifica reductos a proa y popa y afina todavía más sus líneas. Su arqueo aumenta, llegando incluso a 600 toneladas. Aumenta su artillado y dotación. 

## Ejemplos
- La zabra “Santiago” (la mayor), en 1588, de la Gran Armada monta 19 piezas y su dotación consta de 40 hombres de mar y 60 de guerra
- La zabra “Julia” (la menor) de la Gran Armada monta 13 piezas y su dotación es de solo 57 hombres.